# Eumenes variepunctatus
Eumenes variepunctatus (лат.) — вид одиночных ос рода Eumenes из семейства Vespidae. Китай.

## Описание
Чёрные осы с желтоватыми отметинами и с тонким длинным стебельком брюшка (петиоль). От близких видов отличается следующими признаками: метасомальные сегменты почти без волосков, за исключением первых двух; пунктуры на тергите Т2 равны или больше, чем на Т1; Т2 чёрный с редкими точками; тергит T1 с плотно расположенными точками в середине, промежутки меньше диаметра точек; волоски на проплевроне и постгене равны или длиннее, чем волоски на голове; длина метасомального сегмента 1 менее чем в 4 раза длиннее апикальной ширины.  Передний край наличника с отчётливой вырезкой.